# Liste d'écrivains ardennais
Cette liste répertorie des écrivains ardennais nés ou ayant vécu ou vivant dans les Ardennes françaises.
Nous ne retenons dans cette liste que les écrivains et poètes ayant une notoriété suffisante pour disposer d'une page dans Wikipedia.

## ABC
- Franz Bartelt[1]
- Jules Beaujoint (1830-1892) né à Grandpré
- Alain Bertrand (1958-2014) né à Gand, décédé à Bastogne
- Lise Bésème-Pia (1944) née à Sécheval[2]
- Pascal Boillet, peinture illustrateur et écrivain
- Jean-Baptiste-Joseph Boulliot (1750-1833)
- Françoise Bourdon (1954) née à Mézières
- Charles Bruneau (1883-1969)[3]
- Jean-Marie Carré (1887-1958) né à Maubert-Fontaine
- Hervé Carn né à Fumay
- Claude Michel Cluny (1930-2015) né à La Grandville
- Charles Coffin (1676-1749)[4]
- André Dhôtel (1900-1991)[5] né à Attigny

## DEFG
- René Daumal (1908-1944) né à Boulzicourt[6]
- Pierre Déom[7] né en 1949 à Pouru-aux-Bois
- Marie-Louise Dromart (1880-1937)[8],[9]
- Paul Drouot[10] (1886-1915)
- Arlette Farge (1941) née à Charleville
- Guy Féquant (1949) né à Barby
- Bonaventure Fieullien (1903-1976) né à Bruxelles, franciscain ayant vécu au prieuré de Regniowez
- Charles Gailly de Taurines (1857 – 1941)[11]
- Charles Gilmer (1576-1593)
- Guy Goffette (1947) (Belge) né à Jamoigne (Belgique)
- Octave Guelliot (1854-1943), né à Vouziers

## HIJK
- Yanny Hureaux (1939)[12] né à Louvain, habite Gespunsart
- Jean Jamin (1945) né à Charleville-Mézières[13]

## LMNO
- Jean-Michel Lecocq (1950) né à Bogny-sur-Meuse Romancier Editions Lajouanie 72, bd Arago Paris 13e
- Camille Lecrique (1915-1992) né à Charleville-Mézières[14].
- Jean-Baptiste L'Écuy (1740-1834)
- Philippe Lemaire
- Jules Leroux (1880-1915)[15] né à Villers-Semeuse
- Jean Mabillon (1632-1707)[16] né à Saint-Pierremont
- Guillaume de Machault (vers 1300 - 1377)[17]
- Georges (ou Joséphine) Maldague (1857-1938), née à Rethel
- Théophile Malicet (1897-1976)[18] né à Nouzonville
- Bernard Marcotte (1887-1927), né à Saint-Germainmont
- Jules Mary (1851-1922)[19]
- Roger Maudhuy (1960)
- Jules Mazé (1865-1951) né à Carignan
- Jean Meslier (1664-1729)[20]
- Albert Meyrac (1847-1922)[21]
- Louis de Monfrabeuf (1724-1792)
- Jean Morel (1539-1633)[22]
- Albert Moxhet (1940) né à Verviers (Belgique)
- Charles de Navières (1544-1616)[23] né à Sedan

## PQR
- Anne Pérard (1743-1829)[24] née à Charleville
- Paul Renaudin (1873-1964) décédé à Saint Marceau
- Jean Rogissart (1894-1961)[25] né à Braux
- Arthur Rimbaud (1854-1891)[26]
- Patrick Reumaux (1942)

## STU
- Marcelle Sauvageot (1900-1934) née à Charleville
- Hippolyte Taine (1828-1893)[27] né à Vouziers
- René Taton (1915-2004)
- Eva Thomé (1903-1980) née à Thilay
- Frédérick Tristan (1931)[28]
- Noël Tuot né en 1945 à Vouziers
- Éric Theleryment  né à Bogny-sur-Meuse

## VWXYZ
- André Velter (1945)[29]
- Jean-Paul Vaillant (1897-1970)[30] né à Saulces-Monclin
- Natalis de Wailly[31]

## Sociétés d'écrivains et sociétés savantes des Ardennes et revues
- Société des écrivains ardennais
- Société d'histoire des Ardennes
- Association Les amis de Jean Meslier
- Association des amis d'André Dhôtel / (revue) La route inconnue
- Racines d'Ardennes
- Société d'histoire et d'archéologie de Sedan
- Revue Ardenne wallonne
- La Grive (Revue)
- La Hulotte (Revue)
- Editions Terres Ardennaises